# پی‌بک (۲۰۱۷)
پِی بک (به انگلیسی: Payback) یک رویداد غیر رایگان (Pay-Per-View) در کشتی حرفه‌ای است که توسط کمپانی دبلیودبلیوئی و برای برند راو تهیه می‌شود و این دورهٔ آن هم در ۳۰ آوریل ۲۰۱۷ در ورزشگاه اِس‌اِی‌پی سنتر شهر سن خوزه، کالیفرنیا برگزار خواهد شد. این پنجمین رویداد با نام پی‌بک خواهد بود.

## زمینه‌سازی
پی بک شامل مسابقاتی بین دشمنی‌های موجود، ماجراهای پیش آمده و استوری‌هایی خواهد بود که پیش از این در برنامه راو پخش شده بود. کشتی‌گیرها با توجه به مسابقات یا سری اتفاقاتی که برایشان رخ می‌دهد و تنش را به حد اکثر می‌رساند، نقش منفی یا قهرمان به خود می‌گیرند. در این دوره یک مسابقه از برند اسمک‌دَون هم برای کمربند دبلیودبلیوئی برگزار خواهد شد.

## نتایج
| # | مسابقه                                                     | نوع مسابقه |
| --- | ---------------------------------------------------------- | --- |
| ۱پ | انزو اَموره و بیگ کَس پیروز مقابل لوک گالوز و کارل اندرسون   | مسابقه تگ تیم |
| ۲ | کریس جریکو پیروز مقابل کوین اوونز (c) با تسلیم             | مسابقه تک نفره برای قهرمانی کمربند ایالات متحده؛ چون جریکو برنده کمربند شد، او طبق قرارداد به اسمک‌داون منتقل شد. |
| ۳ | برادران هاردی (جف و مت هاردی) (c) پیروز مقابل سزارو و شیمس | مسابقه تگ تیم برای قهرمانی کمربندهای تگ تیم دبلیودبلیوئی راو                                                     |
| ۴ | بری وایت پیروز مقابل رندی اورتن                            | مسابقه خانه وحشت                                                                                                 |
| ۵ | آستین اریز پیروز مقابل نویل (c) با سلب صلاحیت              | مسابقه تک نفره برای قهرمانی کمربند میان‌وزن دبلیودبلیوئی                                                          |
| ۶ | براون استرومن پیروز مقابل رومن رینز                        | مسابقه تک نفره                                                                                                   |
| ۷ | سث رالینز پیروز مقابل ساموآ جو                             | مسابقه تک نفره                                                                                                   |
| ۸ | الکسا بلیس پیروز مقابل بِی‌لی (c)                            | مسابقه تک نفره برای قهرمانی کمربند زنان راو                                                                      |
| - (c) – نشان‌دهنده قهرمان(هایی) است که به میدان می‌روند - پ – نشان‌دهنده این است که مسابقه در پری–شو - *مسابقات برگزار خواهد شد |                                                            | |